# Lesní Hluboké (zámek)
Zámek Lesní Hluboké se nachází na jižním okraji obce Lesní Hluboké v okrese Brno-venkov. Společně s kaplí svaté Anny je chráněn jako kulturní památka České republiky.

## Historie
Rezidence rajhradských benediktinů byla v obci Lesní Hluboké postavena v roce 1770 proboštem Otmarem Karlem Conradem, jako její možný autor je uváděn architekt Josef Anneis, který v té době pracoval pro rajhradský klášter, nebo zednický mistr Matyáš Jednuška, jenž zde o několik let později vybudoval kapli svaté Anny. Zámeček vznikl u hospodářského dvora, byl zpočátku využíván jako lovecká rezidence, sídlila zde také klášterní lesní správa. Jedná se o jednoduchou pozdně barokní jednopatrovou stavbu obdélného půdorysu s mansardovou střechou. V roce 1884 byla rezidence rozšířena o boční křídlo s průjezdem, což nechal provést opat Benedikt Korčian. Stavba byla poté využívána jako letní opatské sídlo.
Objekt zámku byl v restituci vrácen rajhradským benediktinům, od roku 2017 je v rekonstrukci a je po domluvě zpřístupněn veřejnosti. V zámku má své sídlo spolek Václav, který organizuje různé kulturní akce pro návštěvníky. V objektu bylo zřízeno i ubytování a je možné si pronajmout sál a další místnosti pro společenské akce. Od září 2017 zde funguje i dětský lesní klub Světýlko.